# Distretto di Siikalatva
Il distretto di Siikalatva è un distretto della Finlandia. Si trova nella ex provincia di Oulu e fa parte della regione del Ostrobotnia Settentrionale. Conta tre comuni e il numero di classificazione LAU 1 (NUTS 4) è 175.
Il 31 maggio 2011, la popolazione del distretto era di 15.217 abitanti e l'area di 4.163 km², con quindi una densità di 3,65 ab./km².

## Entità
- Haapavesi (Città)
- Pyhäntä (Comune)
- Siikalatva (Comune)